# Steal This Album
Steal This Album är hiphopgruppen The Coups tredje studioalbum och deras första som en duo, nu bestående av Boots Riley och DJ Pam the Funkstress. Den tidigare medlemmen E-Roc medverkar dock på spåret "Breathing Apparatus". Albumet gavs ut den 10 november 1998.

## Låtlista
1. "The Shipment" - 4:30
2. "Me and Jesus the Pimp in a '79 Granada Last Night" - 7:12
3. "20,000 Gun Salute" - 4:02
4. "Busterismology" - 5:05
5. "Cars & Shoes" - 4:41
6. "Breathing Apparatus" - 4:29
7. "U.C.P.A.S." - 4:22
8. "Pizza Man" - 0:32
9. "The Repo Man Sings for You" - 4:28
10. "Underdogs" - 6:09
11. "Sneakin' In" - 1:43
12. "Do My Thang" - 2:58
13. "Piss on Your Grave" - 5:30
14. "Fixation" - 4:00